# Eón (geología)

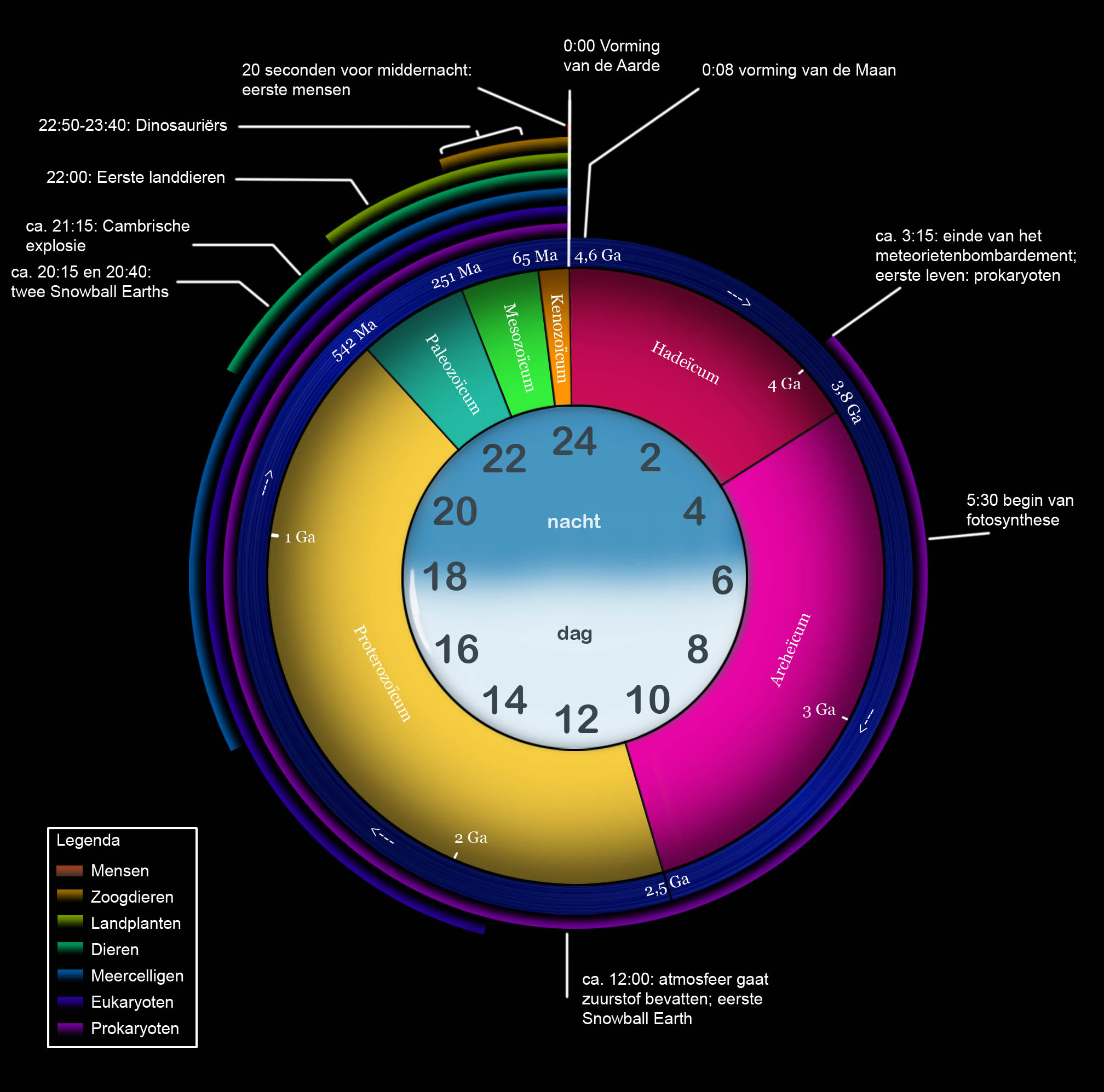
Escala geológica en eones: Hádico en rojo, Arcaico en rosa, Proterozoico en amarillo y Fanerozoico en los tres colores restantes, datados según la Comisión Internacional de Estratigrafía.

En geología, un eón (en griego eternidad) se refiere a cada una de las divisiones mayores de tiempo de la historia de la Tierra usadas en la escala temporal geológica. Este tipo de divisiones son unidades geocronológicas, de tiempo, y su equivalente cronoestratigráfico (rocas formadas en ese mismo tiempo) se denomina eonotema. La categoría de rango superior es el supereón y el rango inmediatamente inferior son las eras. El límite tras un eón y el sucesivo debe ser un cambio fundamental en la historia de los organismos vivos. El término proviene del griego antiguo Aιων (Aión), que significa 'una eternidad', una cantidad indefinida de tiempo.
A pesar de la propuesta hecha en 1957 para definir un eón como una unidad de tiempo igual a mil millones de años, la idea no fue aceptada como una unidad de medida en sí y es raramente usada para especificar un periodo exacto de tiempo, sino que se usa como una cantidad grande pero arbitraria de tiempo.

## Convenciones actuales
La Unión Internacional de Ciencias Geológicas reconoce en su cuadro estratigráfico internacional cuatro eones:
- Eón Fanerozoico, que representa el tiempo durante el cual vivió la mayoría de organismos macroscópicos, algas, hongos, plantas y animales. Se propuso el principio del Fanerozoico (hace 543 millones de años) como una división de tiempo geológico, ya que se pensaba que coincidía con el inicio de la vida. En realidad, este eón coincide con la aparición de animales que formaron exoesqueletos, como las conchas, y los que algo más tarde formaron endoesqueletos, como los elementos óseos de vertebrados.
- Eón Proterozoico, que comprende desde hace 2500 hasta hace 543 millones de años.[3]
- Eón Arcaico, que comprende desde hace 3500 hasta hace 2500 millones de años.[4]

Otras entidades reconocen un eón previo al arcaico, aunque no se tienen pruebas geológicas suficientes:
- Eón Hádico o Hadeano que comprende desde la formación de la tierra hace 4567 millones de años hasta hace 4031 millones de años.[4]

Los eones Proterozoico, Arcaico y Hádico están a su vez agrupados en un supereón denominado Precámbrico.
Habría que diferenciar entre los términos eón (que se trata de una unidad geocronológica -mide únicamente tiempo-) y eonotema (que es una unidad cronoestratigráfica -incluye unidades estratigráficas, es decir, rocas-).

## Eones y sus divisiones
Las siguientes líneas de tiempo muestran la escala del tiempo geológico: la 1.ª muestra el tiempo completo desde la formación de la Tierra hasta el presente; la 2.ª muestra una vista ampliada del eón más reciente; la 3.ª la era más reciente; la 4.ª el período más reciente; y la 5.ª la época más reciente. Los colores son los estándares para representar las rocas según su edad de formación en los mapas geológicos internacionales.
En la imagen, a modo de ejemplo, se observa, de arriba abajo: 
- el supereón Precámbrico dividido en sus tres eones (Hádico, Arcaico y Proterozoico);
- el eón Fanerozoico se divide en tres eras: Paleozoico, Mesozoico y Cenozoico;
- la era Cenozoico dividida en tres periodos: Paleógeno, Neógeno y Cuaternario.
- el periodo Cuaternario dividido en dos épocas: Pleistoceno y Holoceno
- la época Holoceno dividida en tres edades: Groenlandiense, Norgripiense y Megalayense